# Jalandhar
 (juin 2020).
Jalandhar (en pendjabi : ਜਲੰਧਰ) est une ville située dans le nord de l'État du Pendjab, en Inde.

## Étymologie
Selon la légende, la ville porte le nom de Jalandhara, un roi démon, mentionné dans le Purana et le Mahabharata. Selon une autre légende, Jalandhar est la capitale du royaume de Lava, fils de Rama. D'après une autre version, Jalandhar désigne une zone située dans l'eau, c'est-à-dire, une étendue située entre les deux rivières Satluj et Beas. Son ancien nom est Trigartta.
Jalandhar vient du sanscrit  जल (jala, « eau ») et अनदर (anadara, « à l'intérieur de ») car le fils de Shiva est né dans l'eau.

## Histoire

### Antiquité
Dans l'antiquité, le district ou le royaume de Jalandhar comprenait l'ensemble des hauts Doabas, du Ravi au Sutlej. Selon le Padama Purana, cité par le Général Conningham, Jalandhar tire son nom du grand roi Daitya Danava Jalandhara.
Harappa et Mohenjo-daro sont les sites où des vestiges de la civilisation de la vallée de l'Indus ont été découverts de manière extensive. Les fouilles archéologiques effectuées ses dernières années, ont poussé l'antiquité vers la période Harappa.
L'ensemble du district de Jalandhar fait partie des vastes zones couvertes par la civilisation de la vallée de l'Indus au début de l'histoire. Cette civilisation se développe avant la civilisation aryenne de la région. Les fouilles effectuées dans le district révèlent des empreintes de la culture de Harappa dans l'est du Pendjab, les deux sites les plus importants, Harappa et Mohenjo-daro, se trouvent au Pakistan. Des objets archéologiques rares et uniques sont retrouvés à Nagar.
Les premières villes connues en Inde se trouvent dans la vallée de l'Indus. Les archéologues découvrent les vestiges d'un certain nombre de colonies différentes. Celles-ci se dispersent sur une superficie de 1 600 km. Harappa et Mohenjo-daro sont deux grandes villes. Elles sont habitées entre 2300 av. J.-C. et 1700 av. J.-C..
La première mention historique de Jalandhar se trouve dans la région de Kanishka, lorsque le roi Kushan d'Inde du Nord, organise les écrits sacrés du bouddhisme et favorise la réconciliation entre les diverses sectes.
Au VIIe siècle, lorsque le voyageur et pèlerin chinois Xuánzàng (chinois : 玄奘 ; EFEO : Hiuen Tsang) se rendit en Inde, sous le règne de Harsh Vardana, le royaume de Jalandhar ou Trigartta sous Raja Utito, on dit qu'il a parcouru 268 km d'Est en Ouest et 133 km du Nord au Sud, y compris les états montagneux de Chamba, Mandi et Suket, Satadru et Sirhind dans les plaines. Raja Utito était tributaire de Harsh Vardana. Les Rajputs Rajas semblent avoir continué à régner sur le pays jusqu'au XIIe siècle. Leur capitale était Jalandhar et Kangra constituait une forteresse importante.
Dans le district de Jalandhar, il y avait jusqu'à 50 viharas du bouddhisme. La religion bouddhiste a été adoptée par un grand nombre de personnes.
À partir de la seconde moitié du Xe siècle et jusqu'en 1019, le district fut inclus dans le royaume de Shahi du Pendjab et Jalandhar était une ville importante pour la région.

### Période médiévale
La période médiévale de Jalandhar commence lorsque Alâ ud-Dîn Khaljî devient sultan (1296-1316).
En 1297, Zafar Khan (en) et Ulugh Khan (en) ont vaincu les envahisseurs moghols près de la région de Jalandhar.
En 1431, Jasarath bat Malik Sikandar près de Jalandhar et le fait prisonnier. Plus tard, il est saisi à Lahore. Lorsqu'il se retire, Nasarat Khan a été placé en tête de Jalandhar et de Lahore. C'est seulement en août 1432 que Jasarath revient attaquer Nasarath Khan et a été vaincu. En septembre 1432, Malik Allah Dad Lodhi était sur le point d'aider Nasarat Khan et a été attaqué par Jasarath. Après l'arrivée de Babur, il prend le contrôle de la région de Jalandhar et le présente à Daulat Khan Lodi. Depuis, le règne moghol sur la région a commencé. Cependant, il a été interrompu par le dirigeant Sher Shah Suri mais cela a duré une courte période. Finalement, Jalandhar est gouverné par les dirigeants moghols - Akhbar et ses successeurs.
La domination moghole prit fin au XVIIe siècle, après la mort d'Aurangazeb et la bataille du contrôle de Jalandhar s'est poursuivie avec de nombreux assaillants étrangers qui tentaient de prendre la ville.
Vers 1759, la ville était sous l'autorité de douze confédérations de religions Sikh.
En 1766, Jalandhar est prise par le Sikh Missal tandis que la région est sous la domination de Khushal Singh (en). Plus tard, son fils Budh Singh, lui succède. Il fait construire un fort en pierre dans la ville à l'emplacement désormais occupé par Killa Mohalla.
En 1811, le maharaja Ranjît Singh a chargé Diwan Mohkam Chand d'étendre son contrôle sur Faizullaparia, dans la région de Jalandhar et Sardar Budh Singh s'enfuit en toute sécurité à travers le Sutlej.

### Époque moderne
L'époque moderne de Jalandhar commence en 1846.
Le cantonment de Jalandhar a été construit à cette période. La ville a joué un rôle important dans la révolte de 1857. Ensuite, Jalandhar a participé à divers moments de la lutte des Indiens pour l'indépendance. La ligne de chemin de fer entre Beas City (en) et Jalandhar est commencée en 1869.
En 1929, l'assassinat de Bhagat Singh a eu un impact considérable sur Jalandhar. Depuis l'indépendance de l'Inde en 1947, Jalandhar appartient à l'Etat du Pendjab.

## Géographie
Jalandhar est situé entre les terres agricoles très irriguées et très fertiles des rivières Beas et Sutlej. Réparti sur une superficie de 2 624 km2, Jalandhar occupe 5,3 % de la superficie totale de l'Etat.
La ville est le siège administratif du district de Jalandhar. C'est l'un des districts les plus vastes et densément peuplés du Penjab et fait partie de la région de Doaba.
Jalandhar est situé sur la route Grand Truck et est un nœud ferroviaire et routier. La ville est à 144 km au Nord Ouest de la capitale du Pendjab, Chandigarh, et de Haryana, et à 350 km de Delhi.
En 2018, la population est d'environ 995 229 habitants.

### Climat
Jalandhar a un climat subtropical humide caractérisé par des hivers frais et des étés chauds. La ville connaît ses quatre saisons avec un temps plutôt sec sauf en période de mousson.
La saison de l'été commence au milieu du mois de mars et se termine au mois de juin. Pendant l'été, Jalandhar a un temps très sec, les températures varient, la plus haute température moyenne atteint 48 °C et la plus basse température moyenne atteint 25 °C, des vents de poussières soufflent sur la région. La température augmente rapidement au début de la saison et atteint son maximum au mois de juin, le mois le plus chaud avec des températures journalières pouvant atteindre 45 °C. L'humidité de l'air pendant l'été est très basse.
La saison des moussons s'étend de fin juin à mi-septembre, la température au cours de la journée diminue considérablement et apporte un soulagement après la chaleur caniculaire de l'été. La température moyenne pendant cette saison est de 35 °C. Dans le district de Jalandhar, les précipitations annuelles sont en moyenne de 703 mm. Environ 70 % des précipitations annuelles arrivent pendant la saison des moussons tandis que les précipitations restantes viennent sous forme d'orage en été et de pluie en hiver.
| Mois                              | jan. | fév. | mars | avril | mai  | juin | jui.  | août  | sep. | oct. | nov. | déc. | année |
| --------------------------------- | ---- | ---- | ---- | ----- | ---- | ---- | ----- | ----- | ---- | ---- | ---- | ---- | ----- |
| Température minimale moyenne (°C) | 6,2  | 8,6  | 13,2 | 19    | 23,8 | 25,6 | 24,7  | 25,8  | 21,8 | 18,3 | 12,1 | 7,2  | 17,2  |
| Température maximale moyenne (°C) | 19,4 | 21,6 | 26   | 34,5  | 39,4 | 40,6 | 34,1  | 33,1  | 32,6 | 31,5 | 27,2 | 22,3 | 30,2  |
| Précipitations (mm)               | 10,7 | 16,7 | 32,8 | 15,2  | 20,4 | 69,7 | 155,2 | 183,6 | 60   | 1,5  | 6    | 15   | 586,8 |

## Économie

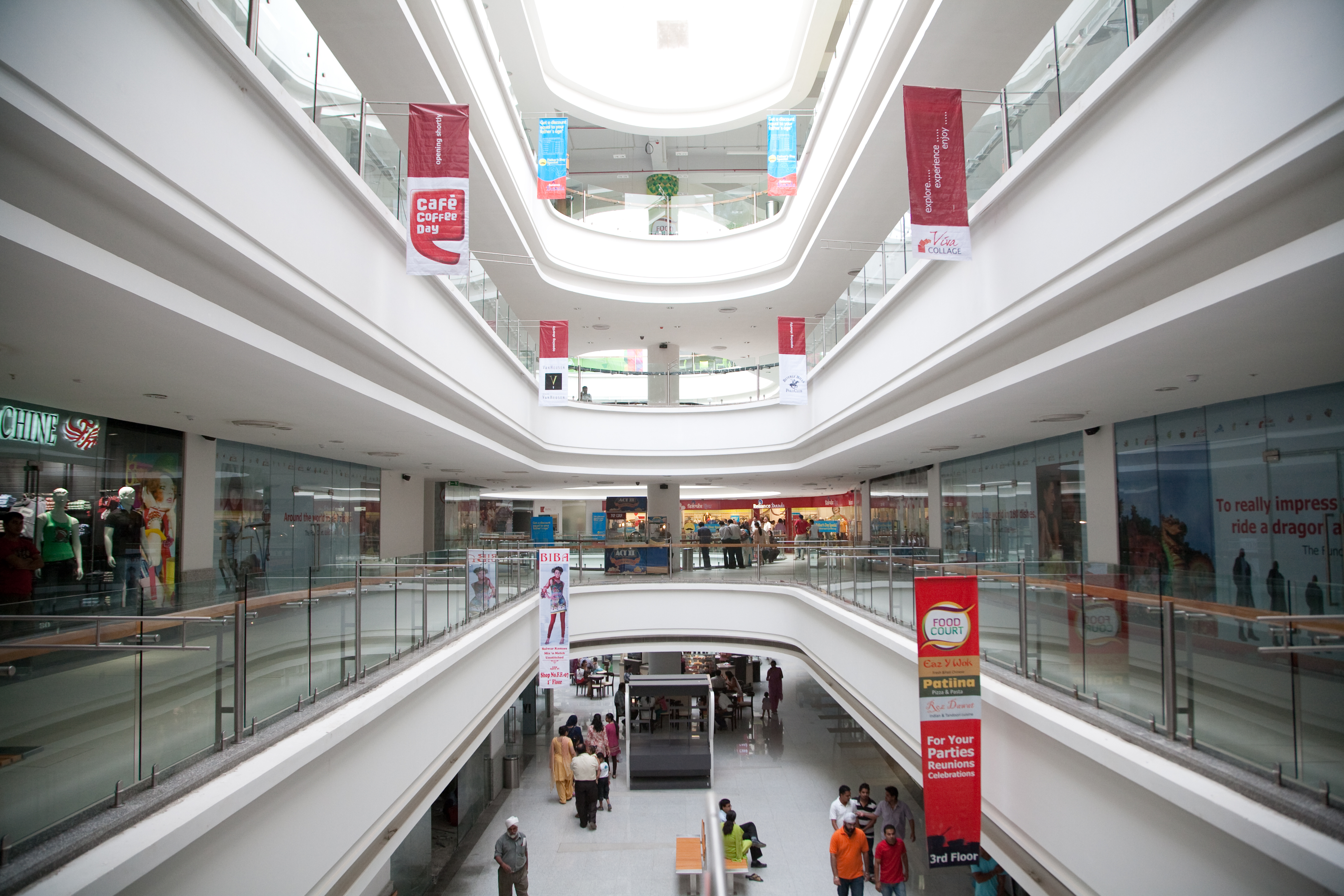
Un centre commercial à Jalandhar

Jalandhar a été sélectionné dans la deuxième phase du projet de ville intelligente et la municipalité a reçu 200 crore pour l'initialisation du projet.
L'économie de la ville provient principalement de ses différentes industries, les développements majeurs dans le domaine industriel ont pris place à Jalandhar. 
La ville est connue pour la production d'équipements sportifs, de maroquinerie, de caoutchouc, de pièces automobiles, d'instruments chirurgicaux, de produits électriques, de machines à coudre, de tissage à la main et bonbons traditionnels indiens. Ces industries ont renforcé la base économique de la région et ont contribué à l'économie de l'État. 
Jalandhar est célèbre pour son industrie du sport et ses équipements ont été utilisés dans de nombreux jeux sportifs internationaux comme les Jeux olympiques, Jeux du Commonwealth, Jeux asiatiques, etc.
De nombreux nouveaux centres commerciaux sont en train de s'établir à un rythme très rapide et c'est aussi un pivot pour la Diaspora indienne qui, parmi beaucoup d'entre eux, provient de la région de Jalandhar. La ville est très bien reliée aux autres régions du pays par liaisons routières et ferroviaires qui constituent un marché énorme pour les produits agricoles.

## Démographie
Jalandhar est la plus ancienne grande ville de l'État du Pendjab. La ville connaît une urbanisation rapide, devenant un centre de commerce hautement industrialisé. 
La densité de la population de Jalandhar est de 8 507 hab/km2. La croissance démographique de la ville a été constante au fil des années, avec un taux de croissance d'environ 11,76 %. 

### Évolution de la population
Evolution de la population de Jalandhar ces 5 dernières années.
- 2014 : 910 547
- 2015 : 928 265
- 2016 : 951 392
- 2017 : 972 440
- 2018 : 995 229

On constate qu'il y a eu une augmentation de 84 682 personnes au cours de ces cinq dernières années.

### Religion

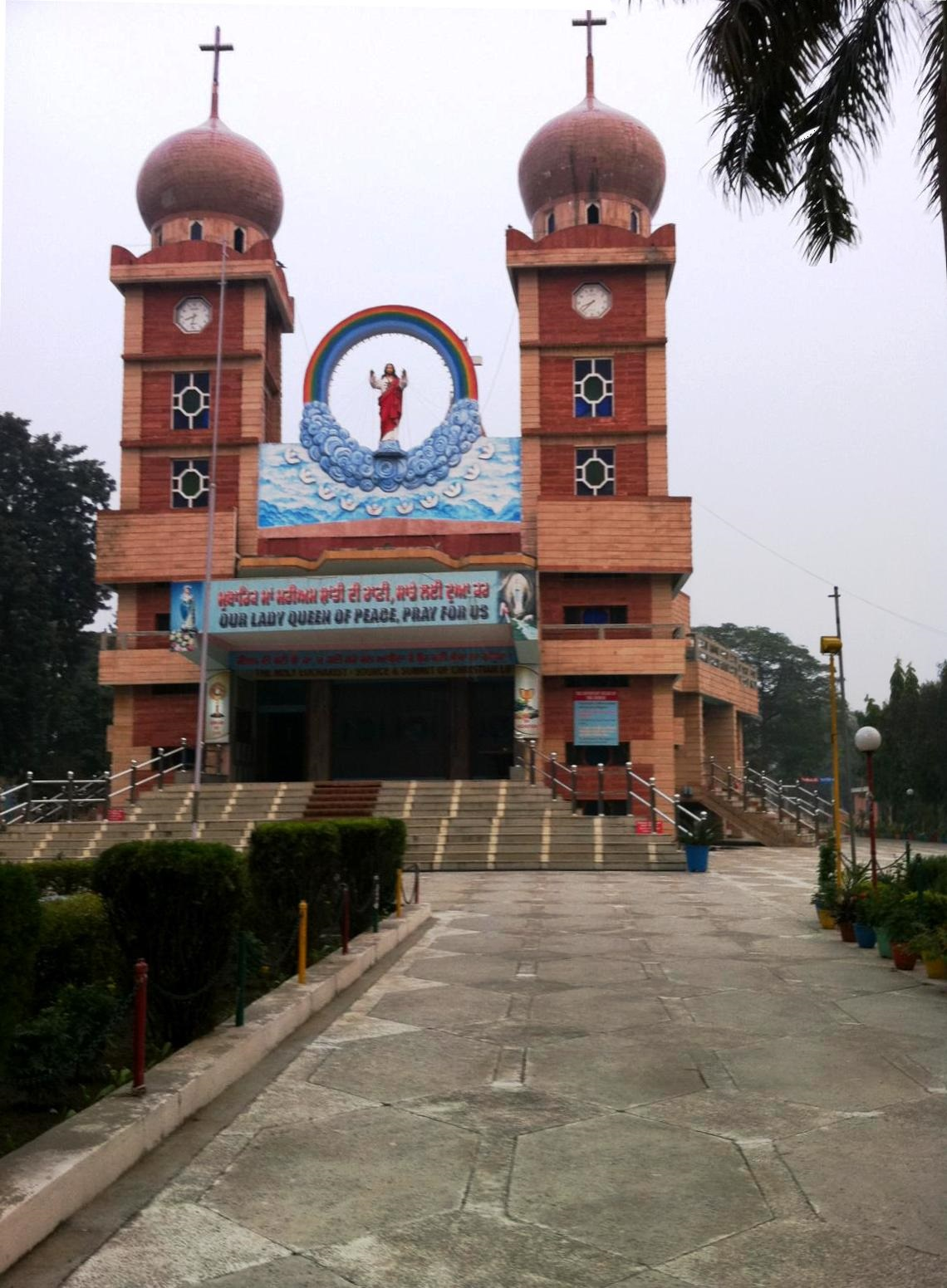
Cathédrale St Mary à Jalandhar

Au Pendjab plusieurs religions existent en harmonie les unes avec les autres. Le Sikhisme et l'Hindouisme forment les principales religions de l'Etat. Les autres religions comme l'Islam, le Christianisme, le Jaïnisme, le Bouddhisme, sont également représentées. 
| Religion      | Pourcentage |
| ------------- | ----------- |
| Hindouisme    | 74,90 %     |
| Sikhisme      | 21,39 %     |
| Islam         | 1,47 %      |
| Christianisme | 1,02 %      |
| Jaïnisme      | 0,37 %      |
| Bouddhisme    | 0,16 %      |
| Autres        | 0,04 %      |
| Non indiqué   | 0,65 %      |

## Jumelage
La ville de Jalandhar est jumelée avec 
- Wolverhampton (Royaume-Uni)

## Transports

### Transports routiers
Il existe un vaste réseau de bus dans le Pendjab ainsi que des routes du Rajasthan en plus des opérateurs privés. 

Gare ferroviaire de Jalandhar

### Transports ferroviaires
Un service de train direct est disponible pour d'autres grandes villes comme Bombay, Calcutta, Chennai, Patna, Guwahati, Pune, Haridwar, Varanasi, Jaipur et Jammu Tawi railway station (en). 
Howrah Mail, Golden Temple Mail, New Delhi Amritsar Shatabdi Express, Pashim Express, sont des trains prestigieux qui s'arrêtent à la gare de Jalandhar. 
La gare ferroviaire de Jalandhar est reliée aux autres régions du pays. Elle constitue un arrêt important entre la liaison ferroviaire Amritsar-Delhi desservie par les agences Shatabdi, Intercity Express.

### Transports aériens
Un nouvel aéroport domestique Adampur Jalandhar est à 25 km en bus et 23 km en train du centre ville. Il est relié à d'autres parties du pays par des vols réguliers. Plusieurs compagnies aériennes assurent des vols depuis l'étranger notamment Birmingham, Dubaï, Kuala Lumpur, Singapour et Doha. 
L'aéroport gère jusqu'à 48 vols par semaine par rapport aux vols intermittents occasionnels d'il y a quelques années. 
Les autres aéroports proches sont l'aéroport international Sri Guru Ram Dass Jee à Amritsar qui se situe à environ 75 km au nord-ouest de Jalandhar et l'aéroport de Chandigarh situé à environ 145 km au sud-est.

## Culture

### Médias
La ville est le siège de la région pour les journaux, les chaînes de télévisions et les stations de radio. 
Doordarshan Kendra, Jalandhar (en) est une chaîne de télévision indienne située à Jalandhar, détenue et exploitée par Doordashan, un réseau de télévision appartenant à l'Etat et au réseau de Prasar Bharati. Fondée en 1979, la chaîne produit et diffuse en Pendjabi les informations 24 heures sur 24.  
La station publique, All India Radio, a une station locale à Jalandhar qui diffuse des programmes d’intérêt commun.  
Les stations de radio FM locales comprennent :  
- Radio city 91.9 MHz
- BIG FM 92.7 92.7 MHz
- 94.3 FM-My Fm- 94.3 MHz
- Radio Mirchi 98.3 MHz
- All India Radio 102.7 MHz

## Personnalités liées à la ville
- Navtej Johar (1959-), chorégraphe et danseur de bharata natyam, est né à Jalandahar.
- Swraj Paul (1931-), homme politique britannique d'origine indienne.